# بدعة الحمدونية
بدعة الحمدونية (250 - 302هـ/864 - 915م) مغنية أديية شاعرة. أورد لها صاحب الأغاني خبرين صغيرين يفهم منهما أنها كانت من صواحب عريب المأمونية. وذكرها ابن الأثير في الكامل، ولابن الرومي أبيات فيها تشير إلى أنها كانت تغني من دون أن تحتاج إلى (زامر) ولها خبر مع المعتضد وأبيات فيه.